# Mesenteripora
Mesenteripora is een geslacht van mosdiertjes uit de familie van de Plagioeciidae en de orde Cyclostomatida. De wetenschappelijke naam ervan werd in 1830 voor het eerst geldig gepubliceerd door Henri Marie Ducrotay de Blainville.

## Soorten
- Mesenteripora repens Haswell, 1882
- Mesenteripora triregorum Taylor & Gordon, 2001

- Mesenteripora scobinula (Lamarck, 1816) (taxon inquirendum)

Niet geaccepteerde soort:
- Mesenteripora triregnator Taylor & Gordon, 2001 → Mesenteripora triregorum Taylor & Gordon, 2001